# Torón
El castillo de Torón (en árabe: تبنين‎, Tebnīne), situado en el pueblo de Tibnin en el Sur del Líbano, fue una de los principales fortificaciones de los cruzados, la principal ciudad del señorío de Torón, un señorío vasallo del principado de Galilea dentro del reino de Jerusalén. Fue construido en las montañas del Líbano en la carretera de Tiro a Damasco. En francés antiguo significa "eminencia" o "colina aislada", sin duda haciendo referencia a su ubicación geográfica.
Torón goza de especial protección por la Ley de Antigüedades de Líbano de 1933. Junto a otros tres castillos libaneses, está inscrito en la Lista Indicativa de Líbano del Patrimonio de la Humanidad de la Unesco desde 2019.

## Descripción
El castillo de Torón se localiza en una empinada colina al norte del pueblo de Tibnin, a una altitud de 725 m sobre el nivel del mar. Ya en la Edad de Bronce se conocen asentamientos en la zona. Es de forma oval. Una vez llegó a tener doce torres rectangulares, siendo la situada más al sur la principal. El castillo, arrasado en 1266 por los mamelucos, fue reconstruido quinientos años más tarde, a mediados de siglo XVIII, por un jeque local chiita durante su lucha contra el Imperio otomano. Usó las ruinas de las murallas medievales como base para la reconstrucción de su castillo y, por lo tanto, la mayor parte del que se ve hoy en día es una construcción otomana.

## Historia
Era la principal ciudad del señorío de Torón, un señorío vasallo del Principado de Galilea dentro del Reino de Jerusalén. El castillo fue construido en 1105 por Hugo de Saint Omer, segundo príncipe de Galilea, como ayuda para la conquista de Tiro, que se encontraba en manos fatimís. Después de la muerte de Hugo se convirtió en un señorío independiente, concedido a Hunfredo I antes de 1109.
Después de Hunfredo I de Torón, el castillo y Señorío de Torón, pasó sucesivamente a sus descendientes Hunfredo II y Hunfredo IV. Banias, que fue cedido a Balduino II de Jerusalén por los Hashshashib en 1128, fue anexionado a Torón en torno al 1148, cuando Hunfredo II se casó con la hija de Renier Brus, señor de Banias y Assebebe. Hunfredo II vendió parte de Banias y Chastel Neuf a los Caballeros Hospitalarios en 1157. Banias se fusionó con Torón hasta que cayó ante Nur al-Din en 1164, y, cuando fue recuperada, formó parte del señorío de Joscelino.
Hunfredo IV también fue príncipe de Transjordania. Torón permaneció en posesión de los cruzados hasta 1187 cuando cayó ante las fuerzas de Saladino después de la batalla de los Cuernos de Hattin, junto a los demás Estados Cruzados. Diez años más tarde, en noviembre de 1197, Torón fue sitiada por el contingente alemán de la Tercera Cruzada y hubiera caído si la guarnición musulmana no hubiera recibido la ayuda de Egipto.
En 1219 el sultán Al-Mu'azzam había desmantelado en secreto las defensas tanto de Torón, como de Jerusalén y de los castillos de Safed y Baniyas. El sultán preveía que debería intercambiarlas por Damieta en el delta del Nilo, que habían sido capturada por los ejércitos de la Quinta Cruzada que ahora amenazaban El Cairo. Además, Al-Mu'azzam no estaba dispuesto a tener que defender las ciudades de los cruzados si podía evitarlo. A pesar de que el intercambio resultó innecesario, la posesión estratégica de los lugares los hacía necesarios para que los cruzados intentaran recuperar Jerusalén.
De hecho, a pesar de su destrucción, Torón, Safed y Baniyas se recuperaron por los tratados de 1229, apenas dos años después de la muerte el 11 de noviembre de 1227 de Al-Mu'azzam, firmados por Federico II y el sultán Al-Kamil. Al venderse en 1220 Torón, junto con los llamados territorios del señorío de Joscelino, a los Caballeros Teutónicos, se inició una disputa entre ellos y la heredera legal del señorío de Torón, Alicia de Armenia, sobrina de Hunfredo IV. Alicia consiguió que el Tribunal Superior respetará sus derechos, y Federico II la concedió el señorío. En 1239, cuando el tratado había terminado, Torón cayó ante el empuje de los ayubís. Dos años más tarde, en 1241, fue de nuevo recuperado por los cruzados, gracias a un tratado entre Ricardo de Cornualles y el sultán As-Salih de Egipto.
En 1244, los castillos se unieron en contra del ejército corasmio y lograron interrumpir momentáneamente el ataque musulmán en Jerusalén. No obstante, Jerusalén finalmente cayó ante el abrumador número de corasmios. Sin embargo, Torón permaneció en manos cruzadas y era asediada periódicamente por los mamelucos hasta la yihad de Baibars. Tras un breve asedio, Baibars, en una rara muestra de misericordia, permitió que el pequeño contingente cruzado evacuara la fortaleza a cambio de su capitulación.
Los señores de Torón solían ser bastante influyentes en el reino, como por ejemplo Hunfredo II que fue condestable de Jerusalén. Hunfredo IV se casó con Isabel de Jerusalén, la hija del rey Amalarico I de Jerusalén (Torón fue de dominio real durante su matrimonio, pero su título fue devuelto a Hunfredo IV después de su divorcio). También es uno de los pocos que tienen una recta sucesión hereditaria en la línea masculina, por lo menos en unas pocas generaciones. Los señores de Torón también estaban conectados con el señorío de Transjordania por el matrimonio de Hunfredo III y la herencia materna de Hunfredo IV. Más tarde Torón se fusionó con el dominio real de Tiro, que era una especie de colonia de Antioquía, por lo que sus herederos eran Montfort.
Torón tenía dos señoríos vasallos, el señorío de Chastel Neuf y el señorío de Maron. Chastel Neuf fue construido por Hugo de Saint Omer en 1105 y más tarde fue dado a los Hospitalarios, hasta que cayó ante Nur al-Din en 1167. Maron fue entregado a los Caballeros Teutónicos en 1229 a cambio de los créditos pendientes de Torón.

## Señores de Torón
- 1105-1107: Hugo de Saint Omer
- 1109-1136: Hunfredo I de Torón
- 1137-1179: Hunfredo II de Torón, hijo del anterior;
- 1173-1173: Hunfredo III de Torón, muerto antes que su padre.
- 1179-1183: Hunfredo IV de Torón, nieto del anterior, hijo de Hunfredo III, señor de Transjordania, y de Estefanía de Milly;
- 1183-1187: dominio real
- 1190-1192: Hunfredo IV de Torón (restituido)
- 1192-1229: ocupación musulmana. El título no fue usado.
- 1229-1236: Alicia de Armenia, nieta de Hunfredo III de Torón
- 1236-1239: Maria de Antioquía-Armenia, hija de Alicia de Armenia y tataranieta de Isabel, hija de Hunfredo III.
- 1239-1241: ocupación musulmana. El título no fue usado.
- 1241-1257: Felipe de Montfort († 1270), se casó con la anterior; desde 1246 era también señor de Tiro;
- 1257-1266: Juan de Montfort, hijo de los anteriores, que recibió el señorío de Torón de manos de su padre que siguió siendo señor de Tiro;
- 1266: conquistado por los mamelucos.